# 中信资本
中信资本（英文：CITIC Capital）是一家中国另类投资公司，成立于 2002 年，总部位于香港。

## 背景
中信资本成立于 2002 年 2 月 4 日，原名为中信资本市场，是中国中信集团与中信嘉华银行合资成立的投资银行。   
2002年底，中信资本市场进军香港零售共同基金业务。该公司将依赖中信嘉华银行及嘉利证券作为其分销商。在此期间，張懿宸从中信泰富调任至该公司，担任副首席执行官，负责监督新的业务战略。其目标是建立一个业务基础设施，以便日后能够支持当时在基金行业曝光率有限的中信证券。 它与芝加哥第一銀行合作推出了其首只共同基金，该基金为一只债券基金，投资于美国抵押支持证券和国债。 
2006年，中信资本市场与中信证券签署了一份谅解备忘录，以建立一个专注于中国股票的交易平台。因此，中信资本市场将其股票业务转移至中信证券，并更名为中信资本控股，专注于自有资金投资。 

## 结构

### 经营活动
中信资本的业务范围如下： 
- 私募股权投资（信宸资本 Trustar Capital。2021 年 3 月前名为 CITIC Capital Partners） [7]
- 房地产部门（中信资本地产集团，成立于2005年）
- 结构融资部门
- 资产管理（远信投资[8]）
- 特殊机会投资（2017 年成立）
- 可持续发展投资（成立于 2010 年）

2014年1月，中信资本推出首只量化对冲基金CCTrack Solutions。它将在全球范围内投资各种资产类别。 
中信资本股权变动频繁。成立之初，它由中信集团和中信嘉华银行共同拥有。  2004年，其股东结构变更为由中信泰富与中信国际金融控股有限公司共同持有。  2009年7月，中国投资有限责任公司收购了中信资本40%的股权。  2012年8月，卡塔尔控股收购了中信资本22%的股权。  2014年11月，腾讯入股中信资本。  2015年6月，富邦金控收购了中信资本20%的股权。 